# Tito Vilanova
Tito Vilanova vagy teljes nevén Francesc Vilanova i Bayó (Bellcaire d'Empordà, 1968. szeptember 17. – Barcelona, 2014. április 25.) spanyol labdarúgó, labdarúgóedző.
Labdarúgói pályafutása után az FC Barcelona másodedzője volt, Josep Guardiola vezetőedzősége idején. Guardiola távozása után, 2012-ben lett a Barcelona vezetőedzője. 2013 júliusában rákbetegsége miatt lemondott a Barcelona vezetőedzői posztjáról. 10 hónappal később, 2014. április 25-én hunyt el a betegség következtében.

## Pályafutása

### Labdarúgóként
Vilanova az FC Barcelonában nevelkedett, a B csapatban játszott 1988–1990 között, az első csapatba azonban nem tudott bekerülni. Hét kisebb csapatban szerepelt. 1992 és 1995 között a Celta Vigo csapatánál volt, itt játszotta a 26 spanyol elsőosztályú mérkőzését. 2002-ben fejezte be labdarúgói pályafutását, ezt követően edzői tanfolyamokat végzett el.

### Edzőként
Vilanova 2003–2004-ben az FC Palafrugell edzője volt, amely akkor a spanyol negyedosztályban szerepelt.
Később a Terrassa FC csapatánál technikai igazgatóként dolgozott, majd 2007-ben a negyedosztályban szereplő FC Barcelona B csapatának másodedzője lett. 2008-ban lett a Barcelona első csapatának másodedzője, ekkor a vezetőedző Josep Guardiola volt. A csapattal 2008 és 2012 között 14 trófeát nyert.
A 2011–12-es szezon végén megtorpant a Barcelona, nem sikerült a bajnoki címvédés, a bajnokok ligájában az elődöntőben kiestek. 2012. április 27-én jelentették be, hogy Guardiola az idény végén lejáró szerződését nem hosszabbítja meg és távozik a katalán csapattól. Vilanova lett az új vezetőedző. Guardiola májusban még megnyerte a csapattal a spanyol kupát.
Vilanova 2012. július 1-jén vette át a csapat irányítását. A 2012–13-as szezonban a Barcelonával megnyerte a spanyol bajnokságot. A szezonban 32 győzelemmel, 4 döntetlennel és 2 vereséggel összesen 100 pontot szereztek, amely új klubrekord lett és beállították a Real Madrid előző évi 100 pontos rekordját. 115 gólt szerzett a csapat, ezzel megdöntötték az előző évi 114 gólos klubrekordot. Valamennyi mérkőzésükön gólt szereztek, amely azelőtt még soha, egyik csapatnak sem sikerült a spanyol bajnokságban. A spanyol kupában és az UEFA-bajnokok ligájában is az elődöntőig jutott a csapattal.
2013. július 19-én Sandro Rosell, a Barcelona klubelnöke jelentette be, hogy Vilanova rákbetegsége miatt lemond a vezetőedzői posztról.

## Betegsége
2011. november 22-én diagnosztizáltak nála rákbetegséget. 2012. december 19-én jelentette be a Barcelona, hogy Vilanova rákbetegsége kiújult, a fültőmirigyében találtak daganatot. Emiatt 2012 decembere és 2013 márciusa között abba is hagyta a munkát, ezalatt New Yorkban kezelték, a csapatot a másodedző, Jordi Roura vette át. 2013 júliusában gégerákkezelése miatt lemondott a Barcelona vezetőedzői posztjáról.
2014. április 24-én súlyos állapotban került kórházba, az állapota nagyon leromlott, meg is műtötték. Másnap, április 25-én elhunyt.

## Családja
Tito Vilanova felesége Montse Chaure lánya Carlota (született: 1994. június 1-jén), fia Adrià (született: 1997. február 11-én), aki 2014-ben a Barcelona akadémiáján labdarúgó.

## Sikerei, díjai
FC Barcelona (másodedzőként, vezetőedző: Josep Guardiola)
- Spanyol bajnok: 2008–09, 2009–10, 2010–11[21][22][23]
- Spanyolkupa-győztes: 2008–09, 2011–12[21][24]
- Spanyolszuperkupa-győztes: 2009, 2010, 2011[21][22][25]
- UEFA-bajnokok ligája-győztes: 2008–09, 2010–11[21][26]
- UEFA-szuperkupa-győztes: 2009, 2011[21][27]
- FIFA-klubvilágbajnokság-győztes: 2009, 2011[21][28]

FC Barcelona (vezetőedzőként)
- Spanyol bajnok: 2012–13[8]

Egyéni
- Legjobb spanyol edző (Miguel Muñoz-trófea): 2012–13[29]

| Csapat    | Mikortól         | Meddig             | Statisztika | Statisztika | Statisztika | Statisztika | Statisztika | Statisztika | Statisztika | Statisztika |
| Csapat    | Mikortól         | Meddig             | M           | Gy          | D           | V           | G+          | G–          | Gk          | %           |
| --------- | ---------------- | ------------------ | ----------- | ----------- | ----------- | ----------- | ----------- | ----------- | ----------- | ----------- |
| Barcelona | 2012. július 1.  | 2012. december 18. | 27          | 23          | 2           | 2           | 77          | 28          | +49         | 85,19       |
| Barcelona | 2013. január 6.  | 2013. január 23.   | 5           | 3           | 1           | 1           | 16          | 6           | +10         | 60,00       |
| Barcelona | 2013. április 1. | 2013. július 19.   | 13          | 8           | 3           | 2           | 28          | 17          | +11         | 61,54       |
| Összesen  | Összesen         | Összesen           | 45          | 34          | 6           | 5           | 121         | 51          | +70         | 75,56       |